# Polícia Civil do Estado do Rio Grande do Norte
A Polícia Civil do Estado do Rio Grande do Norte é uma das polícias do Rio Grande do Norte, Brasil, órgão do sistema de segurança pública ao qual compete, nos termos do artigo 144, § 4º, da Constituição Federal e ressalvada competência específica da União, as funções de polícia judiciária e de apuração das infrações penais, exceto as de natureza militar.

## Funções institucionais
A Polícia Civil do Estado do Rio Grande do Norte tem como principais funções institucionais:
- reprimir as infrações penais;
- exercer as atividades de polícia judiciária e apurar as infrações penais no âmbito do território estadual, na forma da legislação em vigor;
- promover as perícias criminais e médico-legais necessárias, requisitando-as aos órgãos competentes;
- proteger pessoas e bens e os direitos e garantias individuais;
- manter o serviço diuturno de atendimento aos cidadãos;
- custodiar provisoriamente pessoas presas, nos limites de sua competência;
- participar dos Sistemas Nacionais de Identificação Criminal, de Armas e Explosivos, de Roubos e Furtos de Veículos Automotores, Informação e Inteligência, e de outros, no âmbito da segurança pública.

## Planos de carreira
| Delegado de Polícia | Agente de Polícia | Escrivão de Polícia |
| ------------------- | ----------------- | ------------------- |
|                     |                   |                     |
| 1° Classe           | 1° Classe         | 1° Classe           |
| 2° Classe           | 2° Classe         | 2° Classe           |
| 3° Classe           | 3° Classe         | 3° Classe           |
| Classe Especial     | Classe Especial   | Classe Especial     |

## Organização policial

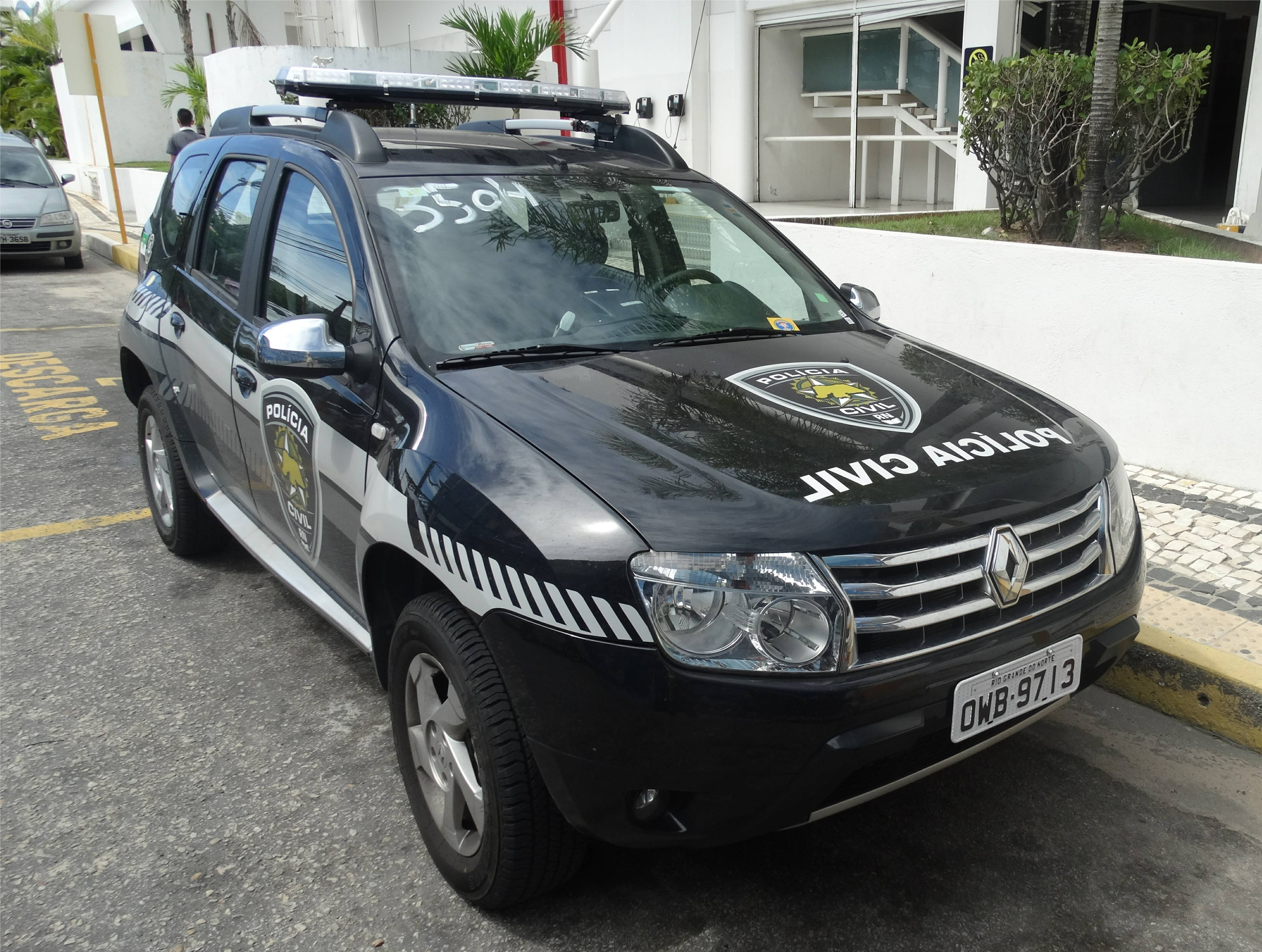
Veículo da Polícia Civil em Natal

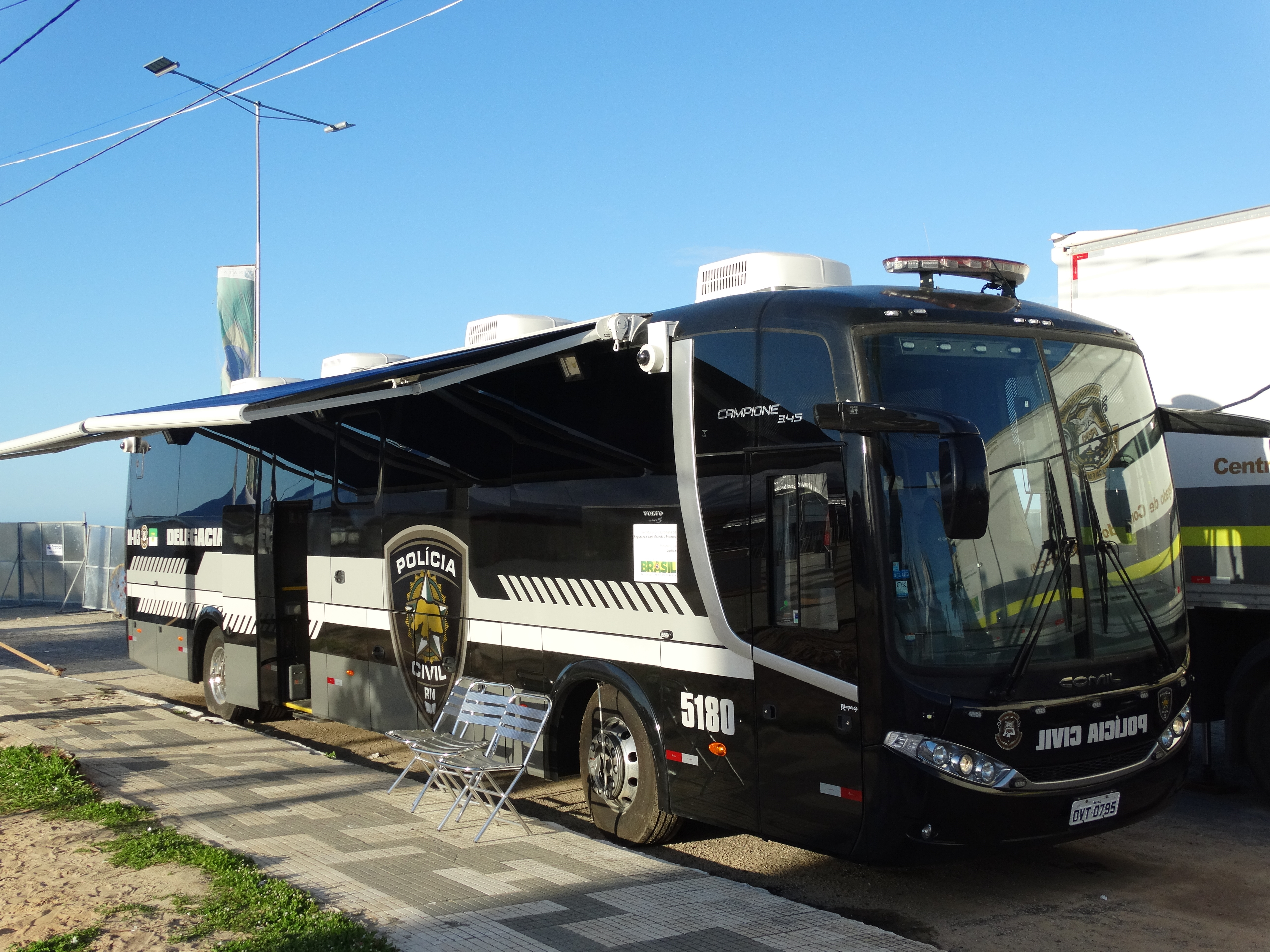
Delegacia Móvel da Polícia Civil

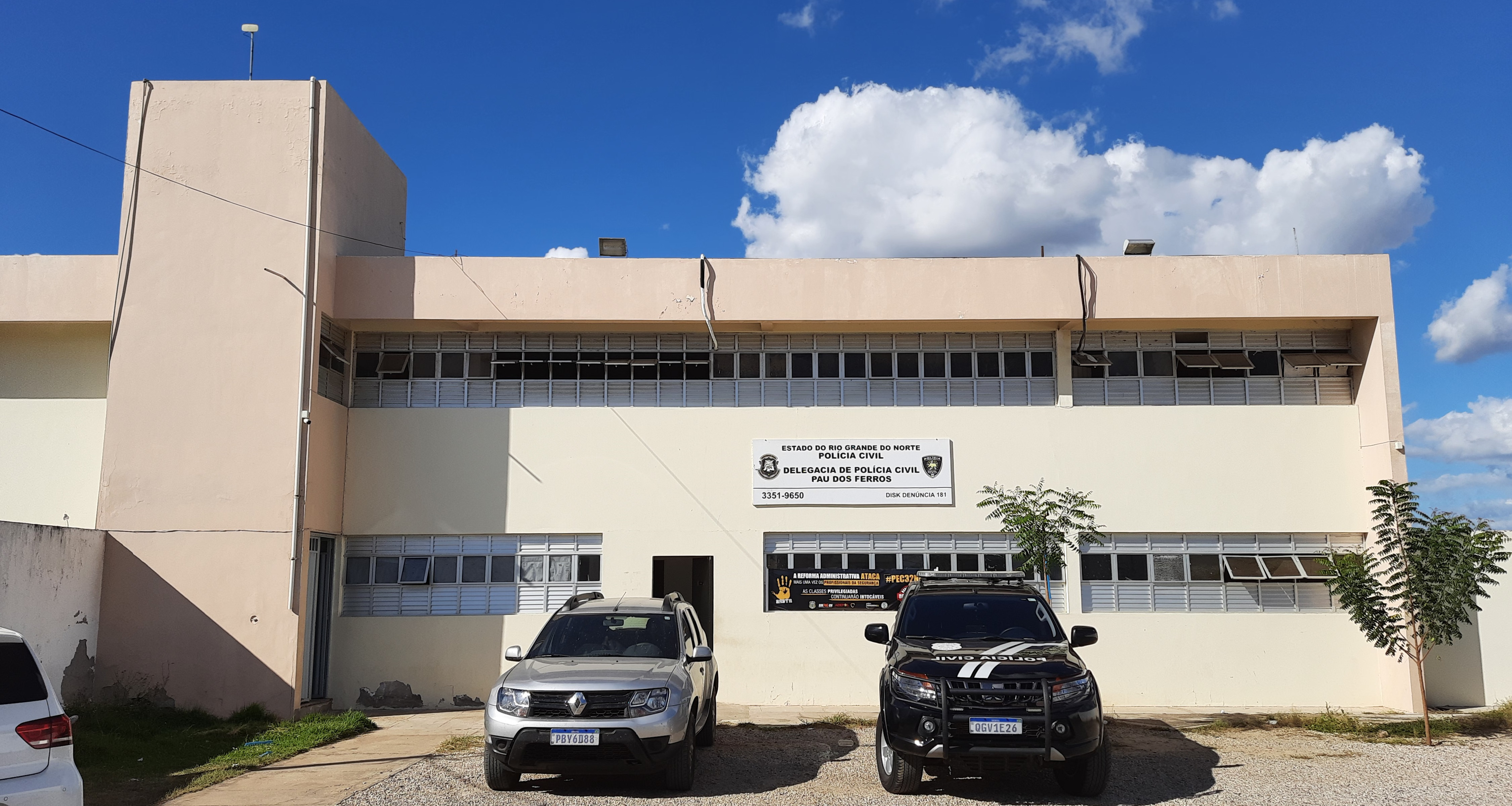
4ª DRP - Pau dos Ferros

- Delegacia Geral de Polícia Civil (DEGEPOL)
- Conselho Superior de Polícia Civil (CONSEPOL)
- Colegiado de Delegados de Polícia Civil (COLDEPOL)
- Secretaria Executiva e de Comunicação Social (SECOMS)
- Núcleo de Inteligência Policial - (NIP)
- Academia de Polícia Civil (ACADEPOL)
- Divisão Especializada de Investigações e Combate ao Crime Organizado - DEICOR
- Divisão de Homicídios e de Proteção à Pessoa - DHPP
- Assessoria Técnico-Jurídica (ATJUR)
- Diretoria de Polícia Civil da Grande Natal - DPGRAN

- Delegacias Especializadas
DAME
DEA
DEATUR
DEPREMA
DEAV
DEC
DECAP
DECON
DEAM - Zona Norte
DEAM - Zona Sul
DECIDA
DEDEPP
DEFD
DEFUR
DEPROV
DENARC
DCA
DEICOT
- Delegacias Distritais
1º DP - Natal
2º DP - Natal
3º DP - Natal
4º DP - Natal
5º DP - Natal
6º DP - Natal
7º DP - Natal
8º DP - Natal
9º DP - Natal
10º DP - Natal
11º DP - Natal
12º DP - Natal
13º DP - Natal
14º DP - Natal
15º DP - Natal
1º DP - Parnamirim
2ª DP - Parnamirim
- Delegacias da Grande Natal
Delegacia Municipal de Macaíba
Delegacia Municipal de São Gonçalo do Amarante
Delegacia Municipal de Extremoz
Delegacia Municipal de Ceará Mirim
Delegacia Municipal de São José do Mipibu
- Delegacias de Plantão
Delegacia de Plantão da Zona Norte
Delegacia de Plantão da Zona Sul
- Diretoria de Polícia Civil do Interior - DPCIN

- Divisão de Polícia do Oeste do Estado - DIVIPOE
- Delegacias Regionais
1ª DRP - São Paulo do Potengi
2ª DRP - Mossoró
3ª DRP - Caicó
4ª DRP - Pau dos Ferros
5ª DRP - Macau
6ª DRP - Nova Cruz
7ª DRP - Patu
8ª DRP - Alexandria
9ª DRP - Santa Cruz
10ª DRP - João Câmara
- Delegacias Municipais
Em todos os municípios do estado, exceto Natal, Mossoró, Parnamirim e Tibau do Sul, há delegacias municipais.
- Delegacias Especializadas
DEA - Mossoró
DEAM - Mossoró
DEFD - Mossoró
DEFUR - Mossoró
DEHOM - Mossoró
DENARC - Mossoró
DEA - Caicó
DEAM - Caicó
- Delegacias Distritais
1º DP - Mossoró
2º DP - Mossoró
1º DP - Tibau do Sul
2º DP - Tibau do Sul (Pipa)
- Delegacias de Plantão
Delegacia de Plantão de Mossoró
Delegacia de Plantão de Caicó
- Diretoria Administrativa

(setores de pessoal, transportes, almoxarifado, arquivo, patrimônio, compras e rádio)
- Diretoria de Planejamento e Finanças[4]

### Delegacia de polícia
A Polícia Civil do Estado do Rio Grande do Norte, dirigida pelo Delegado Geral da Polícia Civil, desenvolve os serviços públicos da sua competência, basicamente, através das delegacias policiais distritais, especializadas, regionais e municipais. As delegacias distribuídas pelo território estadual, são, nas suas circunscrições, o centro das investigações e dos demais atos de polícia judiciária e pontos de atendimento e proteção à população.

### Investigação especializada
A Polícia Civil mantém na sua estrutura as delegacias especializadas, órgãos que se aperfeiçoaram em conhecer e investigar determinados crimes de gravidade, em geral, praticados por quadrilhas de criminosos. As principais delegacias especializadas reprimem o tráfico de entorpecentes, o roubo e o furto, inclusive de automóveis, as fraudes ou defraudações, sendo certa a inclusão das delegacias de homicídios dentre essas unidades pela importância do bem jurídico protegido que é a vida humana. A Polícia Civil do Rio Grande do Norte conta com as seguintes especializadas:

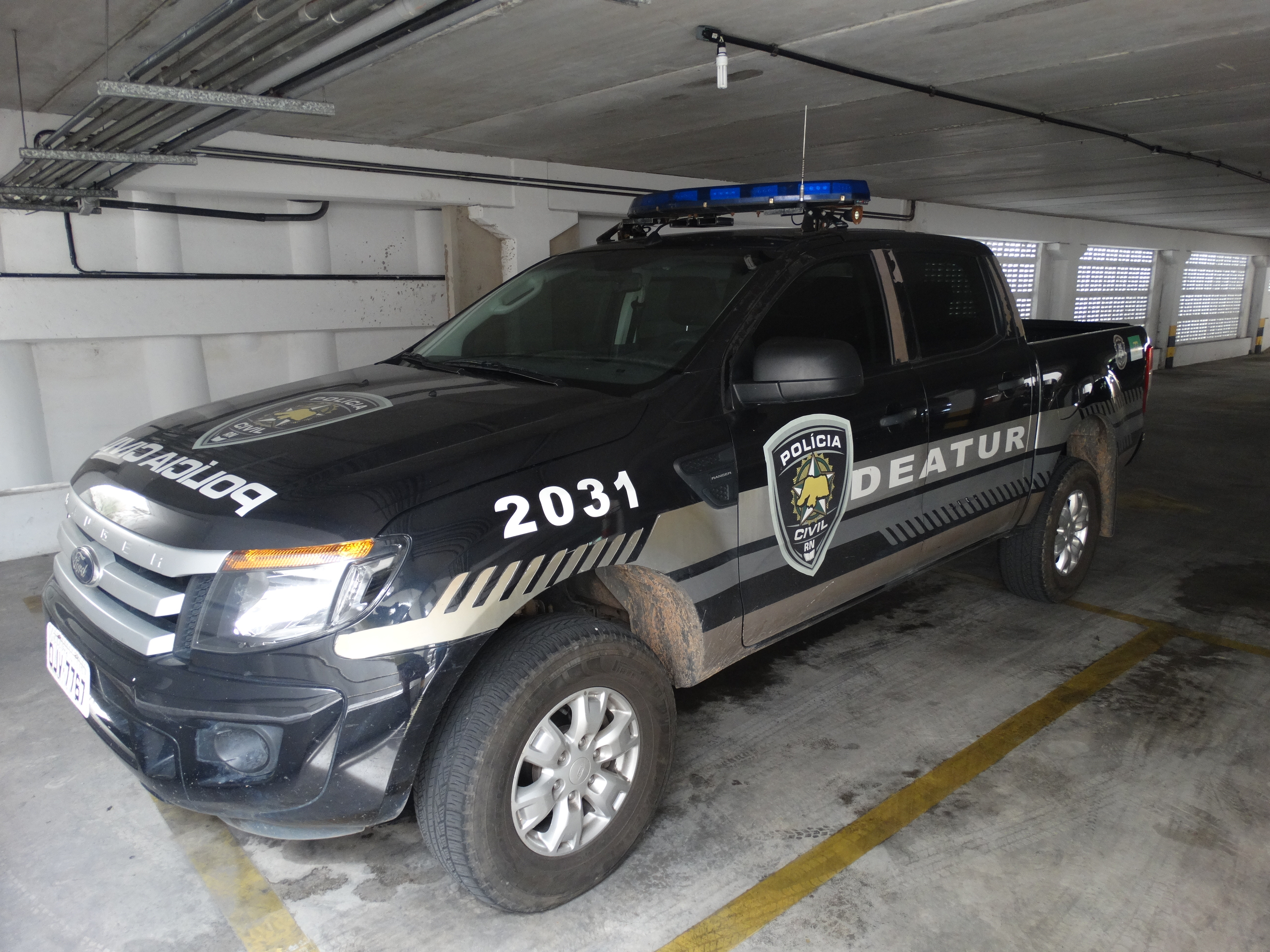
Viatura da DEATUR - Delegacia Especializada de Atendimento ao Turista

- DAME - Delegacia Especializada de Armas, Munições e Explosivos
- DEA - Delegacia Especializada de Atendimento ao Adolescente Infrator
- DEATUR - Delegacia Especializada em Assistência ao Turista
- DEPREMA- Delegacia Especializada de Proteção ao Meio Ambiente
- DEAV - Delegacia Especializada em Acidentes de Veículos
- DEC - Delegacia Especializada de Costumes (Extinta em 2018 através do Decreto Nº 28.177, de 04/07/2018)[5]
- DECAP - Delegacia Especializada de Capturas
- DECON - Delegacia Especializada de Defesa do Consumidor
- DEAM - Delegacia Especializada em Defesa da Mulher
- DECIDA -  Delegacia Especializada de Defesa do Cidadão
- DEDEPP - Delegacia Especializada em Defesa do Patrimônio Público
- DEFD - Delegacia Especializada de Falsificações e Defraudações
- DEFUR - Delegacia Especializada de Furtos e Roubos
- DEHOM - Delegacia Especializada de Homicídios (atual DHPP)
- DEPROV - Delegacia Especializada de Defesa da Propriedade de Veículos e Cargas
- DENARC - Delegacia Especializada do Combate ao Narcotráfico
- DCA - Delegacia Especializada da Criança e do Adolescente
- DEICOT - Delegacia Especializada em Combate aos Crimes contra a Ordem Tributária
- DEICOR - Divisão de Investigação e Combate às Organizações Criminosas

## Outras instituições
- Polícia Federal
- Polícia Rodoviária Federal
- Polícia Militar do Estado do Rio Grande do Norte
- Guarda Municipal